# تفجير فندق سميراميس
تفجير فندق سميراميس هو تفجير استهدف فندق سميراميس في حي القطمون غرب القدس بتاريخ 5 يناير 1948 من قِبل عصابات الهاجاناه الصهيونية. وذلك خلال حرب التطهير العرقي لفلسطين 1947–48. بلغ عدد ضحايا التفجير 20 قتيل و20 جريح أغلبهم من عائلة أبو صوّان الفلسطينية، كما قتل نائب القنصل الأسباني مانويل أليندي سالازار في الهجوم. إدعت العصابة وجود مسلحين فلسطينيين في الفندق، كما أبلغت مصادر عن وجود قائد الجهاد المقدس الفلسطيني عبد القادر الحسيني في الفندق قبل التفجير بدقائق.

## الخلفية
خلال فترة ما قبل حرب 1948 كانت العصابات المسلحة الصهيونية تهاجم الفلسطينين فيما يُعرف بحرب التطهير العرقي لفلسطين 1947–48 لدفعهم للهجرة عن فلسطين. وكان لعصابة الهاجاناه والتي تأسست سنة 1921 دوراً كبيراً في عمليات التطهير ومحاولة تدمير كل ما يخص الفلسطينيين، وسبق هذا التفجير تفجيراً مشابهةً له هو تفجير فندق الملك داود.